# Паризи (село)
Паризи (груз. ფარიზი, азерб. Muğanlı или Bala Muğanlı) — село Болнисского муниципалитета, края Квемо-Картли республики Грузия с 98 %-ным азербайджанским населением. Находится в юго-восточной части Грузии, на территории исторической области Борчалы.

## История
Среди местного населения, наравне с Муганлы (азерб. Muğanlı), распространено также второе название села — Бала-Муганлы (азерб. Bala Muğanlı). Топоним села связан с названием племени Муг или Муган, обитавшим на территории древней Мидии.

## Изменения топонима
В 1990—1991 годах, в результате изменения руководством Грузии исторических топонимов населённых пунктов этнических меньшинств в регионе, название села Муганлы («азерб. Muğanlı») было изменено на его нынешнее название — Паризи.

## География
Село находится в Борчалинской впадине, в 20 км от районного центра Болниси, на высоте 410 метров от уровня моря.
Граничит с поселком Тамариси, с селами Цуртави, Нахидури, Хатавети, Земо-Аркевани, Квемо-Аркевани, Хидискури, Саванети, Чапала, Мцкнети, Самтредо и Рачисубани Болнисского Муниципалитета, а также городом Марнеули, с селами Алавари, Ахали-Докниси, Диди-Беглари, Церетели, Патара-Беглари и Норгюги Марнеульского муниципалитета, с селами Мухати, Хаиши, Патара-Дурнуки, Диди-Дурнуки, Дзвели-Марабда, Ахали-Марабда и Котиши Тетрицкаройского муниципалитета.

## Население
По данным Государственного статистического комитета Грузии, согласно официальной переписи 2002 года, численность населения села Паризи составляет 1205 человек и на 98 % состоит из азербайджанцев.

## Экономика
Население в основном занимается овцеводством, скотоводством и овощеводством.

## Достопримечательности
- Средняя школа — была построена в 1921 году.[5][9]
- Мечеть и медресе[10]

## Известные уроженцы
- Али Ганбаров — ашуг;[5]
- Вилайет Рустамзаде — поэт;[5]
- Ибадет Мовляли — ученый;[5]
- Бахтияр Рустамзаде — поэт;[5]
- Эсмира Маммадова — поэт.[5]